# 菩提国民型华文中学
菩提国民型华文中学（简称菩提华中）是马来西亚槟城州的一所国民型华文中学，也是马来西亚境内唯一一所佛教国民型华文中学。
菩提四校（菩提国民型华文中学、菩提独立中学、菩提国民型华文小学、菩提幼稚园）的发源体是菩提学院，而菩提学院的开山鼻祖是芳莲尼师。芳莲尼师来自中国福建厦门，俗姓薛，是思明望族，自幼常在南普陀寺听太虚大师及圆瑛法师开示讲经。十六岁时父亲离世，在道阶法师门下剃度出家。1930年，尼师二十九岁，决定到南洋弘法度众。

## 校史

### 菩提学院简史
芳莲尼师抵达槟城之后，到处宣讲佛法，深得新马两地侨胞尊崇。林碧佑、邱爱莲、林桂玉、叶彩秀、林桂先、侯秀云等信徒发起集资购置槟城湾岛头一块果园并三间旧屋，献给尼师做弘法道场。
1935年3月9日，尼师创立“菩提学院”，它是全马第一家纯由女众所建立的佛教道场。芳莲尼师是为菩提学院首任住持，并立下宗旨：（一）阐扬佛法、（二）收容孤儿、（三）推展佛化教育。芳莲尼师勤于宣教，并多方策划院务与徒众的修持活动，曾带领徒众远赴中国参礼诸山长老，又到印度、缅甸参礼佛教圣迹。后来又建僧寮，先后礼请道阶法师与慈航法师二位长老驻院开示大乘经论。
人生无常，创办人芳莲尼师积劳成疾，于1937年8月27日圆寂，得年三十六岁。1940年，陈宽宗优婆夷（后剃度为慧持尼师）接任成为菩提学院第二任住持，吴宽定优婆夷（后剃度为继莲尼师）为副住持。

### 菩提义校简史
菩提学院第二任住持陈宽宗优婆夷于1940年开始收容孤幼，并先后礼请演本法师与慈航法师担任常住。後來在二位法师的赞许下，又得王弄书居士鼎力相助，并诚邀槟城福建女校（现为槟华女子国民型华文中学）的陈少英老师、毕俊辉老师、吴人俊老师、何淑英老师等多位同事，在下课后到菩提学院充当下午班义务教师，并成立教育小组，小组成员还包括庄来福先生、林连登先生、孙永庆先生等。“菩提义学”因此在同年正月诞生了。
1941年发生二战后，原本的扩展计划搁置一边，义学也停止运作了。
1945年8月，二战结束，演本法师促菩提学院尽快复办义学。随着学生人数剧增，院众经过讨论之下，决定开办正规的小学，广收一般失学儿童，尤其增收家境清寒的学龄儿童。

### 菩提小学/菩提幼稚园/菩提中学/菩提职业中学商科班
1946年1月12日，“菩提小学”正式注册，注册名称是“菩提学院附设菩提小学”，透过各界人士的护持之下，菩提小学开始走上正轨，成为全马第一间佛教小学，陈少英老师为首任校长。菩提小学成立之时即有一班幼稚班，1949多开几班，改成幼稚园，仍属于小学的一部分。后来，政府在1973年立法管制学前教育机构，因此“菩提幼稚园”也在随后依法注册。
1947年，一批有兴趣表演京剧的人士成立槟城平社，以义演的方式替菩提小学筹募经费，总共筹获义款六千多元马币，以维持学校的运作。
同年，东南亚华侨商人胡文虎先生恰好自新加坡经槟城赴缅甸仰光，得知王弄书居士等人为佛教及华教所付出的一切，深受感动，捐助三十万马币于菩提学院。该校区于1949年12月竣工，便是今天的湾岛头校区，当时的校区含括了小学校舍、孤儿宿舍及大雄宝殿。1950年4月，胡文虎先生亲临住持落成典礼，礼请法舫法师为佛坛开光，叶祖意先生剪彩。当时宾客云集，观礼者达千余入，盛况空前。
1950年，平社再次为菩提小学筹募校具设备费，共筹得四万元马币。
1951年，法舫法师受太虚大师指示前往锡兰大学讲学，离开前极力鼓励菩提学院继续办高等佛化教育，并承诺到未来的菩提中学服务。同年10月，法舫法师在斯里兰卡因病圆寂。董事会在1952年一面开始着手向教育局申请开办菩提中学，一方面就开始中学的运作，首任校长为王弄书居士。当时的菩提中学是试办性质，因教育局长官曾口谕试办职业学校，董事会举棋不定，最后决议兵分两路，一路教习的是普通中学课程外加一科佛学，另一路的重点是缝纫班。
1954年，政府批准了“菩提中学”的注册申请，并让初三生可以参加年底的初三会考，师生喜出望外，发奋全力以赴。年终会考成绩揭晓，该年的首届初中毕业生成绩，是为全槟第一。随后，缝纫班转变成商科班。同年，菩提学院更是礼请了从香港远到而来的竺摩法师担任常住，并兼任菩提中学的佛学课讲师。此外，期间也曾礼请演培法师、超尘法师、隆根法师到来。
菩提中学于1955年规划增办高中，适逢竺摩法师及各州寺院代表于槟城商讨组织佛教会事宜。为纪念佛历2500年卫塞节，竺摩法师、志昆大师、本道法师、广余法师等诸山长老热烈赞助，发动购买地皮，以扩建菩提中学校舍（含礼堂、科学教室、图书馆、一般教室等）。同年12月，广余法师与王弄书校长、陈心平居士及何慈信居土等为了劝募购地基金，参访全马各州寺院。1956年4月，本道法师与王弄书校长、陈心平居土等再次走访新马各寺院，继续为菩提中学扩建购地劝募。这两次的劝募，再加上善心人士捐助，总计多达马币六万元左右。
1958年，菩提中学正式增设高中商科班，这是菩提中学成立以来迈向高中阶段的第一步。同年，菩提小学接受政府津贴改制，成为“菩提国民型华文小学” 。
1959年，王弄书校长荣休，傅晴曦居士接任校长一职。
1960年年初，菩提中学复办高中普通科（文理科），至此，菩提中学已成为一所高初中完整教育的佛教学府。

### 菩提国民型华文中学
菩提中学自1952年至1961年，十年来都是私立性质，文理科与商科两个系别并行发展。
1962年，董事会接受政府津贴改制，文理科班改名为“菩提国民型华文中学”；商科班则脱离菩提中学，成为“菩提独立中学”，谢缉熙老师为首任校长。至此，菩提学院教育体系分別成为董事会的直辖单位，后来便有了“菩提四校”之称。菩提四校在董事会与四校教职员的通力合作之下，继续运作了数十载。
1963年7月，“中华民国佛教访问团”抵达槟城，随团包含星云大师、白圣法师、贤顿法师、净心法师、朱斐居士等。马来亚佛教会（1969年更名为马来西亚佛教总会）在菩提学院举办欢迎会，由竺摩法师、演培法师、真果法师、广余法师、广义法师等槟城各寺院的诸山长老迎接，由菩提小学陈少英校长担任欢迎会司仪。访问团当天在陈少英校长及傅晴曦校长的导览下，参访了菩提学院、菩提小学及菩提中学，此外也到升旗山、光华日报、星槟日报（现光明日报）、红毛花园（现槟城植物园）等地参访。7月26日，傅晴曦校长礼请全团四位法师，对将近一千多位学生进行讲演开示。
1968年至1969年间，印顺导师在新马游化。1969年正月，印顺导师自新加坡抵槟，菩提中学师生到槟城国际机场迎接。在这期间，导师在槟城三慧讲堂暂住，并开示了《心经》，同时也在菩提中学讲演开示。
1976年，傅晴曦校长荣休，林银海先生接任校长一职。
1995年，林银海校长荣升为北海锺灵国民型华文中学校长，由时任菩提华中行政副校长的杨裕发副校长接任校长一职。
2004年，杨裕发校长荣休，同年由莫钧发先生接任。在槟州教育局的同意之下，当中三个月的空白期间是由时任菩提华中行政事务副校长的林丽芳副校长出任代理校长。
随着两校学生人数日渐增多，菩提华中与菩提独中虽各有其教室及办公室，但运作上总是诸多不便，加上原有的校地已不能再扩建，董事会深谋远虑，决定将菩提华中迁至槟岛西南县。

### 迁校至西南县
2007年，菩提华中获得教育部所发出的迁校准证，以迁至槟岛东北县南部，临近西南县的双溪赖。同年8月22日，在诸位法师长老、董事会主席陈火炎先生与董事会成员，以及捍卫华教人士的见证下，由时任槟州首席部长许子根先生按下电钮，打下了第一桩地基支柱。
2008年，莫钧发校长荣休，同年年底由赖文祥先生接任校长一职，而当中的空白期间再次由林丽芳行政事务副校长出任代理校长。菩提华中新校舍的建筑工程顺利进行，等待着他的新使命。
双溪赖新校舍于2009年正式启用，菩提华中全面迁出湾岛头校区，同时从纯女校转型成男女混合校，迎来了第一批男同学；湾岛头校区则交由菩提独中继续使用。同时，菩提董事会基于行政事务管理及行事的方便，一分为二，皆由槟城檀香寺住持唯悟法师担任董事长。
2010年，赖文祥校长荣休，由时任槟华女子国民型华文中学學生事務副校长的曾梅初女士回到母校接任校長一職，成为新校舍首位女校长。
菩提华中第51届毕业生，也是菩提华中最后一届纯女校生于2012年毕业。隔年，第52届首批男女混合毕业生毕业。
2015年，菩提各校共庆“创校75周年庆”。
2016年，曾梅初校长荣休，由时任菩提华中学生事务副校长的张巧妹副校长出任代理校长。
2017年，在菩提华中服务长达25年的林丽芳行政事务副校长接任校长一职。
自2009年分家多年的菩提董事会，因缘具足之下，于2019年从新合并，恢复一体。此后董事会更加团结，一致为菩提四校努力，让佛教教育及华文教育在四校往不同方面及领域放光发热。同年，掌校两年的林丽芳校长荣休。由时任大山脚武拉必国民中学校长，曾经担任菩提华中行政事务副校长以及下午班副校长的林玉凤校长再次荣升回到菩提华中服务，接任校长一职。
菩提华中戏剧学会也在2019年第31届全国中学华语戏剧比塞“戏水长流”中，首次夺得“常年杯”！此外，还获得了“最佳戏剧金像奖”及“最佳导演奖”。同時，学生邱珍熙也也获得“最杰出女演员奖”；群众演员则获得“最佳演员表现奖”。
2020年新冠肺炎疫情蔓延全球，根据教育部发出的《复课管理指南》，学校食堂业者需准备包装好的食物，以让学生带进课室用餐。为了配合新冠肺炎疫情的新常态，同时照顾环境卫生的情况下，菩提华中决定舍弃一次性餐盒，改用环保餐盒。透过董事部、家教協會現任和歷任理事、前任校長及校友的積極支持和贊助，菩提华中派发约2300个环保餐盒给学生，成为槟岛首间为防疫而免费送餐盒的学校。林玉凤校长认为这是教育学生环保，爱护地球的好契机，同时也不会增加清洁工人负担及校方开销。

## 历任校长
| 名誉校长 | 已故 王弄书居士     | 1956 - 1959             |
| 前任校长 | 已故 拿督傅晴曦居士 | 1959 - 16/11/1976       |
| 前任校长 | 林银海先生          | 17/11/1976 - 15/02/1995 |
| 前任校长 | 杨裕发先生          | 16/02/1995 - 07/01/2004 |
| 前任校长 | 莫钧发先生          | 16/04/2004 - 08/05/2008 |
| 前任校长 | 已故 赖文祥先生     | 01/12/2008 - 25/02/2010 |
| 前任校长 | 曾梅初女士          | 16/04/2010 - 01/08/2016 |
| 前任校长 | 林丽芳小姐          | 24/04/2017 - 01/11/2019 |
| 现任校长 | 林玉凤小姐          | 11/2019至今             |

## 学校特色

### 校训
仁：仁慈爱物，悲天悯人。
慎：慎以处事，谨以修己。
勤：勤于求学，勇于服务。
毅：毅力坚强，百折不挠。

### 校徽
菩提四校使用同一个校徽，唯一差别是在帆船下写上各自的校名。
菩提华中校徽外形似船，意味着菩提华中办学之宗旨以一片慈航普渡众生，直迈向菩提觉岸。
校徽以黄为底，慈航则作绿色，黄色代表佛教，绿色则象征生命的孕育。

槟城菩提四校共同校徽

### 宏愿
- 菩提国民型华文中学致力培育卓越新生代成为家长首选的学府[24]。

### 使命
- 营造优良的学习风气与安适环境以提高教与学的效果，从而培育拥有智慧、健全人格及勇于争取卓越表现的新生代[25]。

### 校歌
菩提四校所使用的校歌皆同一首，由傅晴曦居士填词，康讴作曲。
胜地东方 屿称槟榔 巍峨黉舍 佛法赖弘扬
仁慎勤毅 校训堂堂 闻思成慧 德业日辉煌
达己达人 自立自强 马华文化期遐昌
旗山穆穆 珠海泱泱 菩提菩提教泽长

### 佛学课
由于菩提华中是一所佛教学校，因此在课程规划上，除了一般的课堂之外，菩提华中还有一门佛学课。所有中一至中四的佛教徒学生都必须出席。
佛学课课程内容以学佛行仪（例：四威仪、礼佛、问讯、合掌、放掌）、佛陀的一生、佛教理念（例：四圣谛、十二因缘、四重恩、五戒）、《福智十善法》
佛学课的授课老师主要由檀香寺法师及菩提华中资深佛教老师出任。

### 《福智十善法》
《福智十善法》是由台湾慧天法师所引进，并且在为了配合马来西亚多元宗教的背景之下，将原本的内文进行修改，成为目前的版本 。
佛教提倡“诸恶莫作，众善奉行”，因此在校园内提倡非常契合佛教的精神的《福智十善法》。
希望学生透过学习《福智十善法》来修身养性，更鼓励学生们将《福智十善法》落实于日常生活中。
(一) 孝顺父母 (六) 爱护生命
(二) 尊敬师长 (七) 感恩知足
(三) 信仰宗教 (八) 诚实爱语
(四) 用功读书 (九) 爱人爱己
(五) 亲近善友 (十) 善用时间

## 学校活动

### 文娱晚会
文娱晚会为菩提华中一大特色，活动邀请全校师生共同出席，同时也邀请捍卫华教人士、佛教界人士参与。
活动内容主要以菩提华中师生负责，主要表演团队有舞狮队、二十四节令鼓、华乐、管弦乐、舞蹈团、合唱团、戏剧学会等；负责协助活动流程的则有学校资料中心、学长团、童军、少年军等。

### 菩提之夜
一场由菩提四校轮流担任主办单位的盛会，活动内容由四校师生共同负责承担，是四校共同活动之一。
一年一度的菩提之夜是为了庆祝佛陀日，蕴意迎接佛陀诞生、成道和涅磐。

### 随喜法会
菩提华中举办随喜法会的目的是为了筹募家教协会活动基金，同时为即将面临政府考试的中三及中五考生祝福。
另外，若有学生发愿皈依三宝，也会在随喜法会上，由檀香寺法师受证，进行皈依仪式，成为正式的佛教徒。

### 感恩会
为培养学生的感恩心及促进学生与家长之间的亲子关系，菩提华中于2009年开始每半年为生日的学生举办“生日感恩会”。家长们大多支持并踊跃出席，场面温馨感人。

### 常年运动会
菩提四校每年将会共同举办“菩提四校运动会”，不仅鼓励学生多运动，同时也促进四校师生之间的感情。

### 越野赛跑
为了鼓励菩提华中师生多运动，菩提华中会不定时举办越野赛跑，除了赛事之外，也会安排学生代表进行表演活动。

### 国庆日庆典
菩提华中配合国家政府的方针，全校于国庆日前庆祝国庆日，并会有一连串的表演及活动。

### 教师节庆典
菩提华中一向提倡尊重师长的理念，并配合教育部的方针，于每年教师节举办教师节庆典，由学生组成团队进行表演，更会让老师参与抽奖活动。
此外，也借此活动让菩提华中师生之间的感情得以增进，也让学生们懂得尊师重道的道理。

### 卫塞节迎佛游行
菩提华中是一所佛教学府，因此每年都会参与由槟城佛教总会所举办一年一度的“槟城卫塞节迎佛花车大游行”。
菩提华中的游行团队主要以菩提华中校长、副校长、科目主任、训导处教师、辅导处教师及菩提华中学长团负责。

### 大专升学资讯教育展
菩提华中于每年年中或年底举办教育升学展，邀请来自国内外的大专学府参与，让学生提早对有兴趣的学府进行更多了解，同时也让学生更明确的认知自己向往的方向。

## 姐妹学校
- 中华人民共和国四川省成都市石室联合中学（西区）[28][29]
- 香港宝觉中学[30]